# Nonylfenol
Nonylfenol finns även som 4-Nonylfenol och Grenad Nonylfenol. Ämnet är giftigt. Det är svårnedbrytbart, hormonstörande, lagras i kroppen och kan kopplas samman med bland annat sterilitet. Därför är det förbjudet inom EU, men kan förekomma i textilier såsom kläder och handdukar som importerats från länder utanför EU. 
Man har hittar nonylfenol i större delen av svenska sjöar och floder. Svenska studier från till exempel
Naturskyddsföreningen 2008 har visat att kemikalien tvättas ut från våra kläder. 
I Kina, världens största exportör av textilier, är hela 70 procent av floderna och vattendragen förorenade. En mycket problematisk föroreningar är nonylfenol från klädproduktionen. 
"Miljömärkningarna Bra Miljöval, Svanen och EU-blomman ställer krav på vilka kemikalier som får användas i tillverkningen. Nonylfenoletoxilater tillåts exempelvis inte."